# 伊佐夫
50°49′29″N 24°5′45″E / 50.82472°N 24.09583°E
伊佐夫（烏克蘭語：Ізов），是烏克蘭西北部的村莊，隸屬沃倫州的沃洛德米爾區。該村處於伊濟夫卡河畔，始建於1869年，面積0.09平方公里，海拔高度184米，2001年人口172。